# Annona jahnii
Annona jahnii är en kirimojaväxtart som beskrevs av William Edwin Safford.
Annona jahnii ingår i släktet annonor och familjen kirimojaväxter. Inga underarter finns listade i Catalogue of Life.